# Shay Doron
Shay Doron (hébreu: שי דורון), née le 1er avril 1985 à Ramat Ha-Sharon (Israël), est une joueuse professionnelle de basket-ball de nationalité israélienne.

## Biographie
Formée aux Terrapins du Maryland, elle est le 16e choix de la draft WNBA 2007 par le Liberty de New York, pour un total de 10 points en 7 rencontres disputées lors de la saison régulière. Première joueuse israélienne de WNBA, elle accomplit ensuite sa carrière en Europe, d'abord à Elitzur Ramla.
En 2012-2013, elle dispute l'Euroligue avec Tarsus Belediyesi pour 12,3 points par rencontre.
En 2013-2014, ses moyennes au Dynamo Koursk sont de 10,4 points et 2,0 rebonds par rencontre puis revient la saison suivante en Israël avec Maccabi Ashdod.

## Clubs en carrière
| Saisons   | Équipe                               | Pays       |
| ?         | Rotberg High School                  | Israël     |
| ?         | Christ The King Regional High School | États-Unis |
| 2003-2007 | Terrapins du Maryland                | États-Unis |
| 2007-2008 | Elitzur Ramla                        | Israël     |
| 2008-2009 | Beşiktaş JK                          | Turquie    |
| 2009-2010 | Maccabi Ramat Hen                    | Israël     |
| 2009-2010 | Club Sportiv Municipal Târgoviște    | Roumanie   |
| 2010-2011 | Elitzur Ramla                        | Israël     |
| 2011-2012 | UMMC Iekaterinbourg                  | Russie     |
| 2012-2013 | Tarsus Belediyesi                    | Turquie    |
| 2013-2014 | Dynamo Koursk                        | Russie     |
| 2014-2017 | Maccabi Bnot Ashdod                  | Israël     |